# Cougaar
Cougaar (acrónimo inglés de Cognitive Agent Architecture) é uma plataforma de desenvolvimento de aplicações baseadas em agentes. Foi implementada em linguagem Java e resulta de um projecto de investigação DARPA destinado a disponibilizar um plataforma opensource flexível para o desenvolvimento de aplicações baseadas em agentes de diferentes tipos.